# Wonder Wind
《Wonder Wind》是2009年5月20日Geneon Universal Entertainment发售的ELISA的第四张单曲。

## 解説
电视动画旋风管家 第二期的OP。
初回限定盤（GNCA-0133）及通常盤（GNCA-0134）两种版本。
初回限定盤附有收录了「Wonder Wind」PV映像的DVD，并有特典的Booklet卡一张。

## 收录曲
1. Wonder Wind
  - 作詞：、作曲：田代智一、編曲：前口涉
2. - 作詞：西田惠美、作曲・編曲：菊田大介（Elements Garden）
3. Wonder Wind -Instrumental-
4. -Instrumental-